# Karibumba
Karibumba är en isolerad slocknad vulkan i Kongo-Kinshasa. Den ligger i provinsen Norra Kivu, i den östra delen av landet, 1 600 km öster om huvudstaden Kinshasa. Toppen på Karibumba är 1 330 meter över havet.